# Gerhard Tweraser
Gerhard Tweraser (ur. 29 września 1988 roku w Bad Ischl) – austriacki kierowca wyścigowy.

## Kariera
Tweraser rozpoczął karierę w wyścigach samochodowych w 2005 roku od gościnnych startów w Formule Lista Junior, gdzie czterokrotnie stawał na podium na podium, w tym raz na jego najwyższym stopniu. Rok później w tej samej serii był już mistrzem. W późniejszych latach Austriak pojawiał się także w stawce Niemieckiej Formuły 3, ADAC Formel Masters, 24H Dubai, Lamborghini Super Trofeo, FIA GT3 European Championship, ADAC GT Masters, FIA GT Series oraz Blancpain Endurance Series.